# Ангельская иерархия

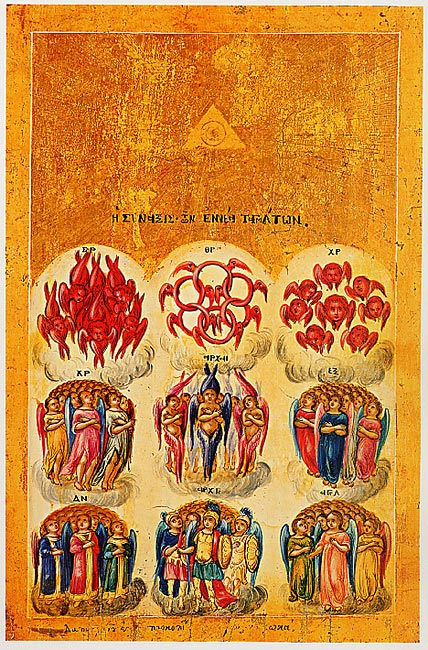
Девять чинов ангельских. Икона

Ангельская иерархия в ангелологии — упорядоченное представление гармонического единства мира ангелов. Ангельская иерархия в иудаизме, христианстве и исламе имеет как сходства, так и существенные отличия.

## Иудаистические ангельские иерархии
Благодаря тесным контактам еврейского народа в древности с Вавилонией и её системой «верхних» и «нижних» духов, приток новых элементов в еврейскую ангелологию можно проследить со времён так называемого вавилонского пленения. Это подтверждается раввинской традицией: «Имена ангелов были принесены евреями из Вавилона» (Иерусалимский Талмуд, Рош ха-Шана I, 2; Берешит рабба, 48).
Свои иерархии постбиблейские еврейские богословы строили уже на обширных сведениях, изложенных в Танахе, Талмуде, обширной апокрифической и раввинистической литературе, а также традиционной иудейской литургии. Ангельские существа классифицировались в различные иерархии:
Маймонид в «Мишне Тора» или «Яд ха-Хазака: Йесодех ха-Тора» (раздел «Основы Торы» II, 7) насчитывает десять ангельских чинов, начиная с наивысшего:
| Ранг | Ангельский чин (наименования во мн.ч.) | Наименование на др. еврейском | Традиционный перевод           | Источник, примечание                                                                     |
| ---- | -------------------------------------- | ----------------------------- | ------------------------------ | ---------------------------------------------------------------------------------------- |
| 1    | хайот                                  | חיות הקדש                     | «живые существа»               | Иез. 1 и Иез. 10                                                                         |
| 2    | офаним                                 | אופנים                        | «колёса»                       | Иез. 1:15—20; Иез. 10:12—13; 1 Енох 10:34, 3 Енох 1:8; 3 Енох 7:1; 3 Енох 25:5—6 и т. д. |
| 3    | арелим                                 | אראלים                        | неизвестно                     | Ис. 33:7                                                                                 |
| 4    | хашмалим                               | חשמלים                        | «сияющие, сверкающие»          | Иез. 1:4; Иез. 8:2.                                                                      |
| 5    | серафим                                | שרפים                         | «пылающие, горящие»            | Ис. 6:1—8; 1 Енох 10:34                                                                  |
| 6    | малахим                                | מלאכים                        | «ангелы, вестники, посланники» | Быт. 16:7; Быт. 28:12                                                                    |
| 7    | элохим                                 | אלהים                         | «благочестивые существа»       | Пс. 81:6                                                                                 |
| 8    | бене Элохим                            | בני האלהים                    | «сыны Божии»                   | Быт. 6:2; Иов. 1:6; Иов. 38:7, Пс. 28:1                                                  |
| 9    | херувим                                | כרבים                         | «подобные цветущей юности»     | Быт. 3:24; Исх. 25:22; Иез. 10:7—15, см. Талмуд, трактат Хагига 13 b                     |
| 10   | ишим                                   | אשים                          | «человекоподобные существа»    | Быт. 18:2; Быт. 32:25—33; Быт. 37:15; 1Цар. 10:6; Иез. 10:6; Дан. 10:5                   |

«Зоар» (Комм. на Книгу Исход, 43) вводит категории «таршишим» и «шинанним» и использует иной порядок иерархии:
| Ранг | Ангельский чин (наименования во мн.ч.) | Наименование на др. еврейском | Ангельские князья, возглавляющие чин | Источник, примечание                     |
| ---- | -------------------------------------- | ----------------------------- | ------------------------------------ | ---------------------------------------- |
| 1    | арелим                                 | אראלים                        | с Михаэлем во главе                  |                                          |
| 2    | ишим                                   | אשים                          | с Цефаньей во главе                  |                                          |
| 3    | бене Элохим                            | בני האלהים                    | с Хофниэлем во главе                 |                                          |
| 4    | малахим                                | מלאכים                        | с Уриэлем во главе                   |                                          |
| 5    | хашмаллим                              | חשמלים                        | с Хашмалом во главе                  |                                          |
| 6    | таршишим                               | תרשישים                       | с Таршишем во главе                  | Дан. 10:6; см. Талмуд, трактат Хулин 91b |
| 7    | шинанним                               | שיננים                        | с Задкиилом во главе                 | Пс. 67:18                                |
| 8    | херувим                                | כרובים                        | с Херувимом во главе                 |                                          |
| 9    | офаним                                 | אופנים                        | с Рафаэлем во главе                  |                                          |
| 10   | серафимы                               | שרפים                         | с Иехоэлем во главе                  |                                          |

Авраам бен Исаак из Гранады (XIV век) в своём труде «Брит Менуха» («Завет покоя»; ок. 1391—1409), высоко оценённом каббалистом Ицхаком Лурией, приводит свою классификацию, опять же отличную от ранее разработанных, с другим порядком:
| Ранг | Ангельский чин (наименования во мн.ч.) | Наименование на др. еврейском | Ангельские князья, возглавляющие чин |
| ---- | -------------------------------------- | ----------------------------- | ------------------------------------ |
| 1    | малахим                                | מלאכים                        |                                      |
| 2    | эрелим                                 | אראלים                        |                                      |
| 3    | серафим                                | שרפים                         |                                      |
| 4    | хайот                                  | חיות                          |                                      |
| 5    | офаним                                 | אופנים                        |                                      |
| 6    | хашмаллим                              | חשמלים                        | с Самаэлем во главе                  |
| 7    | элим                                   | אלים                          |                                      |
| 8    | элохим                                 | אלהים                         |                                      |
| 9    | бене Элохим                            | בני האלהים                    |                                      |
| 10   | ишим                                   | אשים                          |                                      |

В «Массехет Ацилут» десять чинов ангельских даны в нижеследующем порядке. А возглавляющие эти чины ангельские князья — это ангелы созданные первыми, и над ними поставлен Метатрон — Енох, преобразованный из плоти и крови в пылающий огонь.
| Ранг | Ангельский чин (наименования во мн.ч.) | Наименование на др. еврейском | Ангельские князья, возглавляющие чин        |
| ---- | -------------------------------------- | ----------------------------- | ------------------------------------------- |
| 1    | серафим                                | שרפים                         | с Шемуелем (Кемуэлем) или Йехоэлем во главе |
| 2    | офаним                                 | אופנים                        | возглавляемые Рафаэлем и Офаниэлем;         |
| 3    | херувим                                | כרובים                        | с Херувиэлем (Керувиэлем) во главе          |
| 4    | шинанним                               | שיננים                        | возглавляемые Цедекиэлем и Гавриэлем        |
| 5    | таршишим                               | תרשישים                       | возглавляемые Таршишем и Сабриэлем          |
| 6    | ишим                                   | אשים                          | с Цефаниэлем во главе                       |
| 7    | хашмаллим                              | חשמלים                        | с Хашмалем во главе                         |
| 8    | малахим                                | מלאכים                        | с Уззиэлем во главе                         |
| 9    | бене Элохим                            | בני האלהים                    | с Хофниэлем во главе                        |
| 10   | арелим                                 | אראלים                        | с Михаэлем во главе                         |

Ещё более сложной системой является схема, приведённая в «Соде Раза» (цит. в «Ялкут Реувени» к Быт. 1:1) и описывающая семь небес с их ангельскими начальниками. Ангелы в этой иерархии распределены по двенадцати разрядам вместо десяти.

## Христианские ангельские иерархии

### Частные схемы
Во времена первых веков христианства и вплоть до позднего Средневековья христианские теологи разработали целый ряд схем ангельских иерархий, выделяя при этом несколько уровней, или ангельских хоров. Все эти схемы в той или иной степени основаны на текстах  Ветхого и Нового Завета, в частности такие ангельские чины, как «начальства», «власти», «силы», «господства» и архангелы, неизвестные из традиции иудаизма, основаны на текстах новозаветных посланий апостолов: Послание к Римлянам, Послание к Колоссянам, Послание к Ефесянам, Первое послание Петра, Первое послание к Фессалоникийцам, Послание Иуды (Рим. 8:38, Кол. 1:16, Еф. 1:21, 6:12 и 1Петр. 3:22, 1Фес. 4:16 и Иуд. 1:9).
Некоторые схемы опирались друг на друга, зачастую расширяя количество ангельских рангов или уменьшая их, другие предлагали совершенно отличные классификации, в том числе с обратным порядком ранжирования. Зачастую многие авторы (например, Афанасий Великий, Григорий Богослов) ограничивались простым перечислением ангельских чинов, не пытаясь их каким-либо образом систематизировать. Часть из этих иерархических построений представлена ниже:
в Святой анафоре «Литургии Василия Великого» (ок.  356—357):
- ангелы (ср.-греч. Ἄγγελοι),
- архангелы (ср.-греч. Ἀρχάγγελοι),
- престолы (ср.-греч. θρόνοι),
- господства (ср.-греч. Κυριότητες),
- начала (ср.-греч. Ἀρχαί),
- власти (ср.-греч. Ἐξουσίαι),
- силы (ср.-греч. Δυνάμεις),
- херувимы (ср.-греч. Χερουβείμ),
- серафимы (ср.-греч. Σεραφείμ)

Псевдо-Климент Римский в «Апостольских постановлениях», (ок. 380):
Трижды подробно перечисляются ангельские чины, но порядки и число их различны, от 9 до 11 чинов, при этом в одном из вариантов приводится их попарная группировка:
Первый вариант (Апостольские постановления, VII 35. 3)
- серафы (ср.-греч. σεραφείμ, лат. seraphin),
- херувы (ср.-греч. χερουβείμ, лат. cherubin),
- ангелы (ср.-греч. άγγελοι, лат. angeli),
- архангелы (ср.-греч. ἀρχάγγελοι, лат. archangeli),
- престолы (ср.-греч. θρόνοι, лат. throni),
- господства (ср.-греч. κυριότητες, лат. dominationes),
- начала (ср.-греч. ἀρχαί, лат. principatus),
- власти (ср.-греч. ἐξουσίαι, лат. potestates),
- силы (ср.-греч. δυνάμεις, лат. virtutes)

Второй вариант сгруппированный (Апостольские постановления, VIII 12. 8)
- херувы (ср.-греч. χερουβείμ, лат. cherubin)
- серафы (ср.-греч. σεραφείμ, лат. seraphin)
- века (ср.-греч. αιώνες, лат. saecula)
- воинства (ср.-греч. στρατιαί, лат. exercitūs)
- силы (ср.-греч. δυνάμεις, лат. virtutes)
- власти (ср.-греч. ἐξουσίαι, лат. potestates)
- начала (ср.-греч. ἀρχαί, лат. principatus)
- престолы (ср.-греч. θρόνοι, лат. throni)
- архангелы (ср.-греч. ἀρχάγγελοι, лат. archangeli)
- ангелы (ср.-греч. άγγελοι, лат. angeli)

Третий вариант (Апостольские постановления, VIII 12. 27)
- ангелы (ср.-греч. άγγελοι, лат. angeli),
- архангелы (ср.-греч. ἀρχάγγελοι, лат. archangeli),
- престолы (ср.-греч. θρόνοι, лат. throni),
- господства (ср.-греч. κυριότητες, лат. dominationes),
- начала (ср.-греч. ἀρχαί, лат. principatus),
- власти (ср.-греч. ἐξουσίαι, лат. potestates),
- силы (ср.-греч. δυνάμεις, лат. virtutes),
- воинства (ср.-греч. στρατιαί, лат. exercitūs),
- века (ср.-греч. αιώνες, лат. saecula) или вечности (лат. aeterni),
- херувы (ср.-греч. χερουβείμ, лат. cherubin),
- серафы (ср.-греч. σεραφείμ, лат. seraphin)

Григорий Богослов в «Слове 28 О богословии второе», 31 (IV век):
- ангелы (ср.-греч. άγγελοι),
- архангелы (ср.-греч. ἀρχάγγελοι),
- престолы (ср.-греч. θρόνοι),
- господства (ср.-греч. κυριότητες),
- начала (ср.-греч. ἀρχαί),
- власти (ср.-греч. ἐξουσίαι),
- сияния (светлости) (ср.-греч. λαμπρότητας),
- восхождения (ср.-греч. ἀναβάσεις),
- умные силы или умы (разумения) (ср.-греч. νοερὰς δυνάμεις, ἢ νόας)

Святитель Григорий упоминает именно девять чинов, причём семь идентичны позднейшей системе Псевдо-Дионисия; что же касается имён херувимов и серафимов, то в списке святителя Григория вместо них стоят «светлости» и «восхождения»; он, очевидно, предпочёл греческие термины еврейским. Григорий, перечислив категории ангелов, также не пытался выстроить их в какую-либо схему, однако такую схему он, видимо, предполагал, и в соответствии с ней одни ангелы получают свет непосредственно от Первой Причины, другие — «иным образом».
Афанасий Великий в «Первом Послании к Серапиону, епископу тмиусскому», 20:13 (IV век):
- ангелы,
- серафимы,
- херувимы,
- архангелы,
- господства,
- престолы,
- начала

Кирилл Иерусалимский в «Тайноводственное поучении пятом», 6 (IV век):
- ангелы (ср.-греч. άγγελοι),
- архангелы (ср.-греч. ἀρχάγγελοι),
- силы (ср.-греч. δυνάμεις),
- господства (ср.-греч. κυριότητες),
- начала (ср.-греч. ἀρχαί),
- власти (ср.-греч. ἐξουσίαι),
- престолы (ср.-греч. θρόνοι),
- херувимы (ср.-греч. χερουβείμ),
- серафимы (ср.-греч. σεραφείμ)

Амфилохий Иконийский в «Слово I „На Рождество Великого Бога и Спасителя нашего Иисуса Христа“», IV (IV век) не приводит конкретного списка (последовательности), однако упоминает следующие ангельские чины:
- херувимы (ср.-греч. Χερουβείμ, лат. cherubim),
- серафимы (ср.-греч. Σεραφείμ, лат. seraphim),
- престолы (ср.-греч. θρόνοι, лат. sēdēs),
- архангелы (ср.-греч. ἀρχάγγελοι, лат. archangeli),
- начала (ср.-греч. ἀρχαί, лат. principatus),
- силы (ср.-греч. δυνάμεις, лат. virtutes),
- власти (ср.-греч. ἐξουσίαι, лат. potestates)

Амвросий Медиоланский в «Апология пророка Давида», I 4. 5, 20 (IV век):
- ангелы (лат. angeli),
- архангелы (лат. archangeli),
- власти (лат. potestates),
- силы (лат. virtutes),
- начала (лат. principatus),
- престолы (лат. throni),
- господства (лат. dominationes),
- херувимы (лат. Cherubin),
- серафимы (лат. Seraphin)

Иероним Стридонский (IV век):
- серафимы,
- херувимы,
- силы,
- владычества (господства),
- престолы,
- архангелы,
- ангелы

Иоанн Златоуст в проповеди 71-й  «На евангелие от Луки, о драхме, и на слова: „человек некий имел два сына“» (IV век):
- ангелы (ср.-греч. ἀγγελοι),
- архангелы (ср.-греч. ἀρχάγγελοι),
- начала (ср.-греч. ἀρχαί),
- власти (ср.-греч. ἐξουσίαι),
- силы (ср.-греч. δυνάμεις),
- престолы (ср.-греч. θρόνοι),
- господства (ср.-греч. κυριότητες),
- херувимы (ср.-греч. χερουβείμ),
- серафимы (ср.-греч. σεραφείμ),

Псевдо-Дионисий Ареопагит в «О небесной иерархии» (рубеж V—VI вв.):
В трактате «О небесной иерархии» (труд также известен, как «Ареопагитики») впервые даётся наиболее разработанная с теологической точки зрения иерархия, её позднее с незначительными изменениями использовали как основу все последующие авторы. Иерархия Псевдо-Дионисия иллюстрирует пример «возрастания последовательности», с тем, чтобы показать иерархическую важность того или иного ангельского чина.
Псевдо-Дионисий приводит два варианта иерархии, отличающихся порядком следования ангельских чинов. Несоответствие ангельских порядков поясняется позднее богословами в Схолиях к «Ареопагитикам» (PG. 4. Col. 64).
Первый вариант («О небесной иерархии», 5; «О небесной иерархии», 6, § 2; «О небесной иерархии», 11, § 2)
- Первая степень в обратном порядке: 1. престолы (ср.-греч. θρόνοι), 2. серафимы (ср.-греч. σεραφείμ), 3. херувимы (ср.-греч. χερουβείμ)
- Вторая степень: 4. власти (ср.-греч. ἐξουσίαι), 5. господства (ср.-греч. κυριότητες), 6. силы (ср.-греч. δυνάμεις)
- Третья степень в обратном порядке: 7. ангелы (ср.-греч. ἄγγελοι), 8. архангелы (ср.-греч. ἀρχάγγελοι), 9. начальства (начала) (ср.-греч. ἀρχαὶ)

Второй вариант («О небесной иерархии», 7, § 1; «О небесной иерархии», 8 § 1; «О небесной иерархии», 9, § 1) считается наиболее влиятельным и общепринятым:
- Первая степень: 1. серафимы (ср.-греч. σεραφείμ), 2. херувимы (ср.-греч. χερουβείμ), 3. престолы (ср.-греч. θρόνοι)
- Вторая степень: 4. господства (ср.-греч. κυριότητες), 5. силы (ср.-греч. δυνάμεις), 6. власти (ср.-греч. ἐξουσίαι)
- Третья степень: 7. начальства (начала) (ср.-греч. ἀρχαὶ), 8. архангелы (ср.-греч. ἀρχάγγελοι), 9. ангелы (ср.-греч. ἄγγελοι)

Григорий Двоеслов в «Беседах на Евангелия» 2, Беседа XXXIII, 7 (VI век):
- ангелы (лат. angeli),
- архангелы (лат. archangeli),
- власти (лат. potestates),
- силы (лат. virtutes),
- начала (лат. principatus),
- господства (лат. dominationes),
- престолы (лат. throni),
- херувимы (лат. cherubim),
- серафимы (лат. seraphim)

Исидор Севильский в «Этимологии, или Начала» VII:5 (VII век):
- ангелы (лат. angeli),
- архангелы (лат. archangeli),
- престолы (лат. throni),
- господства (лат. dominationes),
- власти (лат. potestates),
- начала (лат. principatus),
- силы (лат. virtutes),
- херувимы (лат. cherubim),
- серафимы (лат. seraphim)

Псевдо-Исидор Севильский в «О порядке творений» II:2—12 (VII век), чины ангельские располагает в порядке их сотворения Богом:
- серафимы (лат. seraphim),
- херувимы (лат. cherubim),
- престолы (лат. throni),
- господства (лат. dominationes),
- начала (лат. principatus),
- силы (лат. virtutes),
- власти (лат. potestates),
- архангелы (лат. archangeli),
- ангелы (лат. angeli),

Иоанн Дамаскин в «Изложение православной веры» II, 3 (VIII век) следует, впрочем, классификации Псевдо-Дионисия:
- первый класс: шестикрылые Серафимы (ср.-греч. εξαπτέρυγων Σεραφείμ), многоочитые Херувимы (ср.-греч. πολυόμματων Χερουβείμ), святейшие Престолы (ср.-греч. αγιώτατων Θρόνων)
- второй класс: Господства (ср.-греч. Κυριότητες), Силы (ср.-греч. Δυνάμεις), Власти (ср.-греч. Ἐξουσίαι)
- третий класс: Правители (Начала) (ср.-греч. Αρχαί), Архангелы (ср.-греч. Αρχάγγελοι), Ангелы (ср.-греч. Αγγελοι)

Хильдегарда Бингенская в «Познай пути света, то есть Господа» (Sci vias lucis) I, 6 (1141—1151/1152 годы)
От Псевдо-Дионисия Хильдегарда восприняла девятичинную небесную иерархию, а также идею, что церковная иерархия является отражением высшей небесной иерархии. Однако произведение Хильдегарды представляет альтернативное разделение ангельских хоров на два, пять и снова два, и эти её девять хоров могут являться небесными аналогами составляющих человеческой природы. Ангелы и архангелы означает тело и душу, херувимы и серафимы символизируют знания и любовь к Богу, и пять средних хоров представляют собой пять чувств. Прочие аллегорические детали относятся к воплощению и добродетельной жизни.
1. ангелы (лат. Angeli), архангелы (лат. Archangeli),
2. власти (лат. potestates), силы (лат. virtutes), начала (лат. principatus), господства (лат. dominationes), престолы (лат. thronorum),
3. херувимы (лат. Cherubim), серафимы (лат. Seraphim),

Фома Аквинский в «Сумма теологии» I: 108 § 5, (1225—1274 годы):
- серафимы (лат. Seraphim) (Ис. 6:1—8), херувимы (лат. Cherubim) (Иез. 10:7—15), престолы (лат. thronorum) (Кол. 1:16),
- господства (лат. dominationes) (Еф. 1:21), власти (лат. potestates) (Еф. 1:21, 6:12), силы (лат. potestates) (Еф. 1:21), начала (лат. principatus) (Еф. 1:21, 6:12)
- архангелы (лат. Archangeli) (Иуд. 9), ангелы (лат. Angeli) (множество мест Библии)

Данте Алигьери в «Божественной комедии», Рай XXVIII: 99—126 (1308—1321 годы):
- первый круг: серафимы (итал. Serafi), херувимы (итал. Cherubi), престолы (итал. Troni)
- второй круг: господства (итал. Dominazioni), силы (итал. Virtudi), власти (итал. Podestadi)
- третий круг: начала (итал. Principati), архангелы (итал. Arcangeli), ангелы (итал. Angeli)

В конце концов методом сравнительного анализа Ветхого и Нового Заветов, в том числе этимологического и семантического разбора, христианские богословы (при наличии известных вариаций между отдельными авторами) приняли ареопагитскую ангельскую иерархию в следующем (нисходящем) порядке:
- Первая степень (по ветхозаветным источникам)
  - Серафимы
  - Херувимы
  - Престолы (также и по новозаветным источникам)
- Вторая степень (по новозаветным источникам)
  - Господства
  - Силы
  - Власти
- Третья степень (по ветхозаветным и новозаветным источникам)
  - Начала
  - Архангелы
  - Ангелы

В трудах Бонавентуры (XIII век) вышеуказанные ангельские степени называются, соответственно: «эпифания», «гиперфания» и «ипофания». При этом чины (хора) второй и третьей степени его иерархического списка объединяются также и попарно.
Наличие этих пар чинов богослов выводит из их этимологической близости и очевидного для него сходства в описании их функций. Он также разъясняет, как положение, высказанное в 1Петр. 3:22, применяется к этим парам:
- Престолы и Господства
- Начала и Власти
- Архангелы и Ангелы

### Первая степень
- Серафимы

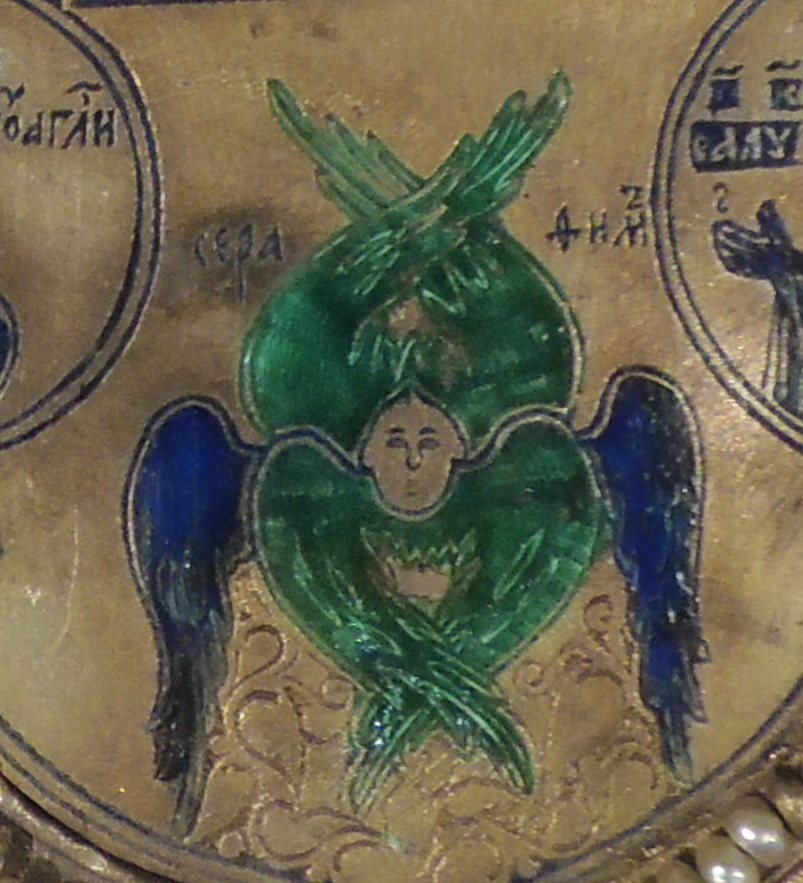
Серафим (оклад Мстиславова Евангелия, 1551)

В ивр. שׂרף‎ (сара́ф) — ед.ч. «пылающий», «огненный», с окончанием «им» слово שׂרפים‎ читается как сарафи́м и указывает на мн. ч. Это различие соблюдается в лат. seraph[us] — seraphi[m], англ. Seraph — Seraphim и т. п. При заимствовании в русском языке форму мн.ч. seraphim восприняли как ед.ч., и уже от неё образовали множественное: серафим — серафимы.
Иногда этимологию углубляют до предполагаемого первоисточника древнееврейского слова — у египтян "seref" означало «грифон» — именно эта словоформа использована в Чис. 21:6 и Ис. 14:29 для обозначения змееподобной молнии. Собственно серафимы упоминаются только в библейской Книге пророка Исайи (Ис. 6:2-3), где по тексту они явились взору человека шестикрылыми, двумя крыльями покрывали лица, двумя нижнюю часть тела (ноги), двумя летали, вознося хвалу святости Бога. В ангельской иерархии назначение серафимов также состоит в том, чтобы воплощать святые цели Бога на земле. В библейском словоупотреблении серафимы — чин ангелов, которые поклоняются Богу и служат нуждам людей. Согласно Дионисию, их имя показывают быстрое, непрестанное, неослабное и постоянное стремление к Божественному, имеют способность возводить низших в горние.
В апокрифической Книге Еноха называется Серафиэль. У него голова орла, но он излучает настолько яркий свет, что никто, даже другие ангелы не могут рассмотреть его. 
- Херувимы

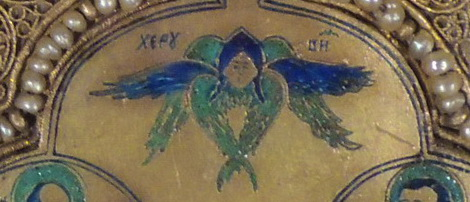
Херувим (оклад Мстиславова Евангелия, 1551)

Как и в слове «серафим», окончание «-им» указывает на мн. ч. (ивр. כרובים‎, читается керуфи́м); это различие соблюдается в лат. cherub[us] — cherubi[m], англ. Cherub — Cherubim или Cherubs. При заимствовании в русском языке форму мн.ч. cherubim восприняли как ед.ч., и уже от неё образовали множественное: херувим — херувимы.
Этимологических гипотез несколько, но решающих аргументов в пользу какой-либо одной нет. В Талмуде ивр. כרוב‎ произведено от арам. כרביא — «подобный ребёнку». В последней четверти XIX века Фридрих Делич связал эту морфему с kirubu = shedu — ассирийским именем крылатого быка. Ряд ассириологов (Фейхтванг,  Телони,  Бадж) в 1885 году возразили против этой гипотезы. Позже Делич дал другой вариант этимологии — «karubu» (великий, могущественный). В 1897 году Карпе, а затем Хаупт предположили, что כרוב может быть вавилонским, и тогда оно означает не мощный, а благоприятный.
В библейском представлении херувимы вместе с серафимами наиболее близки Всевышнему. Согласно Дионисию, их имя означает знать и созерцать Бога, способность принимать высший свет и созерцать Божественное благолепие, преподавать и сообщать обильно другим дарованную им самим мудрость.
- Престолы

Престолы (ср.-греч. θρόνοι) — на них Господь восседает как на троне или престоле. Согласно Дионисию, их имя означает, что они совершенно чужды всякой низкой земной привязанности, они, постоянно возвышаясь над всем дольним, стремятся в горние, принимают внушение от Бога во всяком бесстрастии и невещественности, они носят Бога, и раболепно выполняют Его повеления.

### Вторая степень
- Господства (ср.-греч. κυριότητες, лат. dominationes) — их имя означает совершенно свободное от всякой низкой привязанности к земному возвышение к горнему, их господство в этом, которое стоит выше всякого унизительного рабства, постоянно стремящееся к истинному Господству, и, сколько возможно, свято преобразующее в совершенное Ему подобие как самих себя, так и всё им подчиненное[11].
- Силы (ср.-греч. δυνάμεις, лат. virtutes) — их имя означает могущественное и непреоборимое мужество, отражающееся во всех их действиях, для того, чтобы удалять от себя всё то, что могло бы уменьшить и ослабить Божественные озарения, им даруемые, они неуклонно взирают на высочайшую и всеукрепляющую Силу, и, сколько возможно, по своим силам становятся Её образом, к низшим силам богоподобно нисходящие для сообщения им могущества[11].
- Власти (ср.-греч. ἐξουσίαι, лат. potestates) — их имя означает устройство духовного владычества, сколько возможно, уподобляющееся Источнику и Подателю всякой власти[11].

### Третья степень
- Начала (архонты) (ср.-греч. ἀρχαί, лат. principates) — их имя означает Богоподобную способность начальствовать и управлять сообразно священному порядку, всецело обращаться к Богу и других, как свойственно Начальству, к Нему руководствовать, отпечатлевать в себе, сколько возможно, образ Начала, способность выражать премирное начальство Бога в благоустроении начальствующих Сил[11].
- Архангелы (начальники ангелов) (ср.-греч. ἀρχάγγελοι) — их имя означает чин, определенный для научения ангелов и людей. Они обращаются через Начальства к премирному Началу, сообразуются с Ним, сколько возможно, и хранят между ангелами единение сообразно своему водительству. Они приемлют Божественные озарения чрез первые Силы и передают их ангелам, а через ангелов сообщают людям по мере того, сколько кто способен к Божественным озарениям[11].
- Ангелы (ср.-греч. ἀγγελοι) — их имя означает чин, который окончательно заканчивает все небесных чины, они последние между небесными существами имеют ангельское свойство, они наиболее близки к людям[11]; Семь Ангелов с золотыми чашами, наполненными гневом Бога (Откр. 15:1); Ангел бездны Аваддон с цепью и ключом от бездны (Откр. 9:1, 11, Откр. 20:1); Семь Ангелов с трубами (Откр. 8:6).

## Исламские ангельские иерархии
В исламе нет стандартизированной иерархической организации ангелов, так как эта тема не затрагивается непосредственно в Коране. Тем не менее, исламским богословам ясно, что существует множество порядков, существующих между ангелами, определяющих предназначение и конкретные задачи, поставленные пред ними Богом. Некоторые исламские богословы предполагают, что ангелы могут быть сгруппированы по меньшей мере в четырнадцать категорий или даже более. В исламе выделяют следующие группы ангельских существ, сгруппированных по функциональному назначению:
- мукаррабун (иначе мукаррабин, макрибун, араб. الْمُقَرَّبُونَ‎ — «приближенные») (ан-Ниса 4:172)
- ангелы вокруг Трона Аллаха:
  - хамаля аль-арш (араб. حملة العرش‎ — «те, кто несут Трон») — четыре ангела, несущие Трон Аллаха (Гафир 40:7; аль-Хакка 69:17)
  - карубин (араб. كروبين‎) — ангелы, окружающие Трон «те, кто рядом»(аз-Зумар 39:75)
- хафаза (араб. حفظ‎ — «хранители, защитники, сохраняющие до суда») — стражи, ангелы-хранители (аль-Ан‘ам 6:61):
  - муаккибат (араб. معقبات‎ — «те, кто следит друг за другом») — ангелы, которые всюду следуют за человеком и защищают его по воле Всевышнего или же отступают, когда Аллах посылает ему испытания по Своей мудрости (ар-Ра‘д 13:11).
  - Кирамен Катибин(араб. كراماً كاتبين‎ — «почтенные писцы») или Атид (араб. عتيد‎ — «готовый») и Ракиб (араб. رقيب‎ — «надсмотрщик») — ангелы-приёмщики, писцы, находящиеся по правое и левое плечо от человека и записывающие каждое его деяние и слово. На основании этих фактических материалов Аллах будет выносить человеку тот или иной приговор в Судный день (Каф 50:17, 18; аль-Инфитар 82:10—12; аз-Зухруф 43:79, 80.
- мудаббират (араб. مُدَبِّرَات‎ — «те, кто разбираются с делами») — ангелы, исполняющие повеления Аллаха и следящие за соблюдением Вселенских законов и за постоянством миропорядка (ан-Нази‘ат 79:5).
- муккасимат (араб. مُقَسِّمَات‎ — «те, кто распределяет») — ангелы, распределяющие указания Аллаха (аз-Зарият 51:4).
- ангелы, управляющие природными явлениями и силами, помощники Микала, :
  - заажират (араб. زَاجِرَات‎ — «те, кто прогоняют») — ангелы, сгоняющие облака и управляющие другими природными стихиями (ас-Саффат 37:2);
- ангелы семи небес. Ибн Аббас упоминает следующие формы и имена ангелов, ответственных за каждое небо[17]:

1. сфера Луны, форма — коровы, ангел — Исмаил;
2. сфера Меркурия, форма — орлы, ангел — Микаил (или Шамаил[18]);
3. сфера Венеры, форма — стервятники, ангел — Сайдаяил (или Сайид[18]);
4. сфера Солнца, форма — лошади, ангел — Салсаил (или Салсафил[18]);
5. сфера Марса, форма — гурии, ангел — Калькаил;
6. сфера Юпитера, форма — небесные юноши (гулямы) или человекоголовые птицы[18], ангел — Самкхаил;
7. сфера Сатурна, форма — люди, ангел — Руфаил (или Бармаил[18]).

- малаикат аль-архам (араб. ملائكة الأرحام‎ — «ангелы утробы» от мн. ч. أرحام‎ — «утроба», «чрево») — ангелы, наблюдающие за утробами матерей и записывающие ещё в утробе пол ребёнка, его удел, срок, судьбу. Как в случае с Ракибом и Атидом, Архам — не имя, а описание ангелов.
- малаикат аль-маут (араб. ملائكة الموت‎ — букв. «вестники смерти») — ангелы-помощники Азраила, приходящие в мир в час, когда Азраил лишает жизни живых существ. Извлекают души из тел умерших[19]:
  - назиат (араб. نازعات‎ — «вырывающие») или малаикат аль-азаб (ملائكة العذاب‎ — «ангелы наказания, обречённости») — ангелы, ответственные за сбор душ неверующих в момент их смерти. Жестоки и грубы, с силой вырывают души неверующих из тел (аль-Анфаль 8:50; ан-Нази‘ат 79:1);
  - нашитат (араб. نَاشِطَات‎ — «извлекающие») или малаикат аль-рахмат (ملائكة الرحمة‎ — «ангелы сострадания») — ангелы, отвечающие на покаянные молитвы и забирающие души верующих во время прихода смерти. При заборе душ аккуратно извлекают души верующих из тел (ан-Нази‘ат 79:2; аль-Мурсалят 77:3).
  - сабихат (араб. سَّابِحَات‎ — «плывущие») (ан-Нази‘ат 79:3);
  - сабикат (араб. سَّابِقَات‎ — «опережающие») (ан-Нази‘ат 79:4).
- хазана-и Джаннат ва Джаханнам — ангелы-стражи рая и ада (аль-Ан‘ам 6:93).
  - аз-Забания (араб. الزبانية‎, возможно[20] «стражи» (аль-А‘ляк 96:18)) — 19 ангелов-истопников, «грубые и сильные», наказывающие грешников в аду и поддерживающие адское пламя (ат-Тахрим 66:6; аль-Муддассир 74:26—31);
  - хазанат-уль-джанна (араб. خازنات ال جنة‎) — стражи рая.
- джундалла (араб. جند الله‎ — «солдаты Аллаха») — ангелы-воины, которые даются Аллахом в помощь человеческим войскам, как Благословение и Довольство Аллаха этими людьми (Аль ‘Имран 3:124, 125; аль-Анфаль 8:12; ат-Тавба 9:26; Аль-Ахзаб 33:9—11)[21].
- саффат (араб. صَافَّات‎ — «стоящие в ряд») — ангелы, выстраивающиеся в ряды для исправного служения Всевышнему (ас-Саффат 37:1).
- талият (араб. تَالِيَات‎ — «те, кто читает») — ангелы, читающие напоминание (перечитывающие слова, наставления Аллаха) (ас-Саффат 37:3).
- сайяхун (sayyāḥūn — «странники, путешественники») — ангелы, странствующие по дорогам в поисках групп молящихся и кающихся людей, поминающих Аллаха (зикр)[17], и исполняющие их просьбы каждую ночь в месяц Рамадан.
- ангелы, оценивающие поступки умерших, известны под именами Мункар и Накир (араб. نكير‎) и (араб. منكر‎), внешний вид их описывается, как «вызывающий ужас», а задача их — подробно допросить покойных ещё в их могилах, дабы выделить неверных и правоверных, совершивших большие проступки при жизни. Тем не менее, исламские предания называют ещё два имени ангелов этой категории Мубашшир (араб. مبشر‎) и Башир (араб. بشير‎), которые опрашивают только не грешивших правоверных[22][23], или приходят в могилу после допроса, осуществлённого Мункаром и Накиром, чтобы поздравить ответивших успешно[24].[25] Ряд богословов, например Али аль-Кари, сообщают, что ангелов всё же двое и к грешникам они приходят в виде Мункара и Накира, дабы мучить их, а к праведникам в виде Мубашшира и Башира для благословения.
- аль-укуль аль-ашара (араб. العشرة العقول‎ букв. «десять разумов») — согласно суфийским представлениям (см. «Гийяс аль-Лугат» (XIX век) и ему подобные трактаты), десять ангелов, которые были созданы Господом в следующем порядке: во-первых, Аллах создал первого ангела, который затем создал первое небо и второго ангела, этот второй ангел затем создал второе небо и третьего ангела, и так далее, пока не были созданы девять небес и десять ангелов. Затем десятый ангел, по приказу Бога, создал весь мир.[26]

## Ангельская иерархия в оккультизме
Английский оккультист Френсис Баррет в книге «Маг, или Полная система оккультной философии», Глава XIX, стр. 112 (1801 год), испытавшей сильное влияние «Оккультной философии» Агриппы, и «Гептамерона» Пьетро д'Абано и являющейся по сути компиляцией более ранних оккультных и мистических трудов, увеличил количество ангельских чинов до двенадцати, добавив три позиции из классификации христианских ликов святости:
- серафимы (англ. Seraphim), херувимы (англ. Cherubim), престолы (англ. Thrones)
- господства (англ. Dominations), силы (англ. Powers), власти (англ. Virtues)
- начала (англ. Principalities), архангелы (англ. Archangels), ангелы (англ. Angels)
- непорочные (англ. Innocents), мученики (англ. Martyrs), исповедники (англ. Confessors)

Согласно христианской каббале в интерпретации Герметического Ордена Золотой Зари, существует десять архангелов, каждый из них — командир одного из десяти хоров ангельских и соответствуют одной из сфирот Древа Жизни. Эта иерархия — переосмысление собственно иудаистических классификаций:
| Ранг | Ангельский хор (наименования во мн.ч.) | перевод названия                                                | Архангел — глава | Сфира   |
| ---- | -------------------------------------- | --------------------------------------------------------------- | ---------------- | ------- |
| 1    | хайот-ха-кодеш                         | «святые животные»                                               | Метатрон         | Кетер   |
| 2    | офаним                                 | «колёса»                                                        | Разиэль          | Хохма   |
| 3    | эрелим                                 | «бесстрашные»                                                   | Цафкиэль         | Бина    |
| 4    | хашмалим                               | «сияющие, янтарные»                                             | Цадкиэль         | Хесед   |
| 5    | серафим                                | «пылающие»                                                      | Хамаэль          | Гвура   |
| 6    | малахим                                | «вестники, ангелы»                                              | Рафаэль          | Тиферет |
| 7    | элохим                                 | «благочестивые существа»                                        | Уриэль           | Нецах   |
| 8    | бене элохим                            | «сыны благочестивых существ»                                    | Михаэль          | Ход     |
| 9    | керувим                                |                                                                 | Габриэль         | Йесод   |
| 10   | ишим                                   | «люди» (человекоподобные существа, фонетически похоже на огонь) | Сандальфон       | Малхут  |